# Frans Backvis
Frans Backvis (Sint-Jans-Molenbeek, 1857 - 1926), ook wel François Backvis genoemd, was een Belgisch kunstschilder.

## Levensloop
Er is weinig over hem bekend. Hij schilderde taferelen met dieren op de weide of in de stal en stillevens met bloemen en fruit.
Zijn stillevens zijn doorgaans overdadig-overladen. Er zijn diverse adressen van hem bekend, alle in het Brusselse: Bonneviestraat (24) (ca. 1875), Picardstraat 56 in Sint-Jans-Molenbeek (ca. 1879), Mexicostraat 1 (ca. 1881) en Vanderstichelenstraat 60 (ca. 1884).

## Tentoonstellingen
- Salon 1875, Brussel : "Schaapsstal"
- Salon 1879, Antwerpen : "Twee koeien op de weide", "Gespan aangevallen door wolven".
- Salon 1880, Brussel : "Kudde schapen door wolven aangevallen"
- Salon 1881, Brussel : "Troep schapen met zicht op de Mont Blanc in Zwitserland", "Bloemen".
- Salon 1884, Brussel : "Aanval en tegenaanval"

## Musea
- Kortrijk, Stedelijk Museum : "Oogst. Een ingespannen hooiwagen op de akker" (1879) en "Geiten" (1879).